# جرج فلوید
جرج پری فلوید جونیور (انگلیسی: George Perry Floyd Jr.) (۱۴ اکتبر ۱۹۷۳ – ۲۵ مه ۲۰۲۰) شهروند آفریقایی-آمریکایی بود که در حین دستگیری توسط پلیس در مینیاپولیس پس از آن‌که یک افسر پلیس سفیدپوست به‌نام درک شووین زانویش را به مدت ۹ دقیقه و ۲۹ ثانیه بر روی گردن وی فشار داد کشته شد. پس از مرگ وی اعتراضات گسترده‌ای در محکومیت این اتفاق و در اعتراض به برخوردهای خشن پلیس آمریکا به‌خصوص در برخورد با سیاه‌پوستان انجام گرفت. این اعتراض‌ها به سرعت در سراسر ایالات متحده و جهان گسترش یافت.

## زندگی
فلوید در فایتویل، کارولینای شمالی متولد شد و در محله «ترد وارد» در جنوب شرقی بخش مرکزی هیوستون بزرگ شد. او برای تیم دبیرستان جک ییتز که سال ۱۹۹۲ نایب قهرمان رقابت‌های فوتبال آمریکایی ایالت تگزاس شد، بازی می‌کرد. او بعد از آن بین سال‌های ۱۹۹۳ تا ۱۹۹۵، به عضویت تیم بسکتبال کالج دولتی فلوریدای جنوبی در شهر ایون پارک که در آن درس می‌خواند، درآمد. فلوید برای تحصیل در دانشگاه اِی-اَند-اِم تگزاس در شهر کینگزویل دوباره به این ایالت بازگشت اما درس را نیمه‌کاره رها کرد.

## جرائم
او بین سال‌های ۱۹۹۷ تا ۲۰۰۵ هشت بار به دلیل دزدی و حمل مواد مخدر بازداشت شد، از جمله ۱۰ ماه حبس به جرم دزدی مسلحانه در سال ۱۹۹۸، سی روز حبس بر اساس ارتکاب به جرم سرقت به زور در آوریل ۲۰۰۲، ۸ ماه حبس به جرم حمل مواد مخدر در اکتبر ۲۰۰۲، ۱۰ ماه حبس به جرم حمل مواد مخدر در سال ۲۰۰۴، ۱۰ ماه حبس به جرم حمل مواد مخدر در سال ۲۰۰۵. در نهایت در سال ۲۰۰۷ به جرم سرقت مسلحانه و آدم‌ربایی یک زن باردار به ۵ سال زندان محکوم شد. وی پس از تحمل ۴ سال حبس، در سال ۲۰۱۳ به صورت آزادی مشروط از زندان آزاد شد.

## شغل
در سال ۲۰۱۴، فلوید به دنبال اشتغال و زندگی جدید به مینسوتا نقل مکان کرد. او برای مدتی راننده کامیون و بانسر یا نگهبان رستوران و میخانه «کونگا لاتین بیسترو» شد. اما به دنبال تعطیلی گسترده کسب و کارها به دلیل بحران کووید-۱۹، او کارش را از دست داد.

## کشته شدن

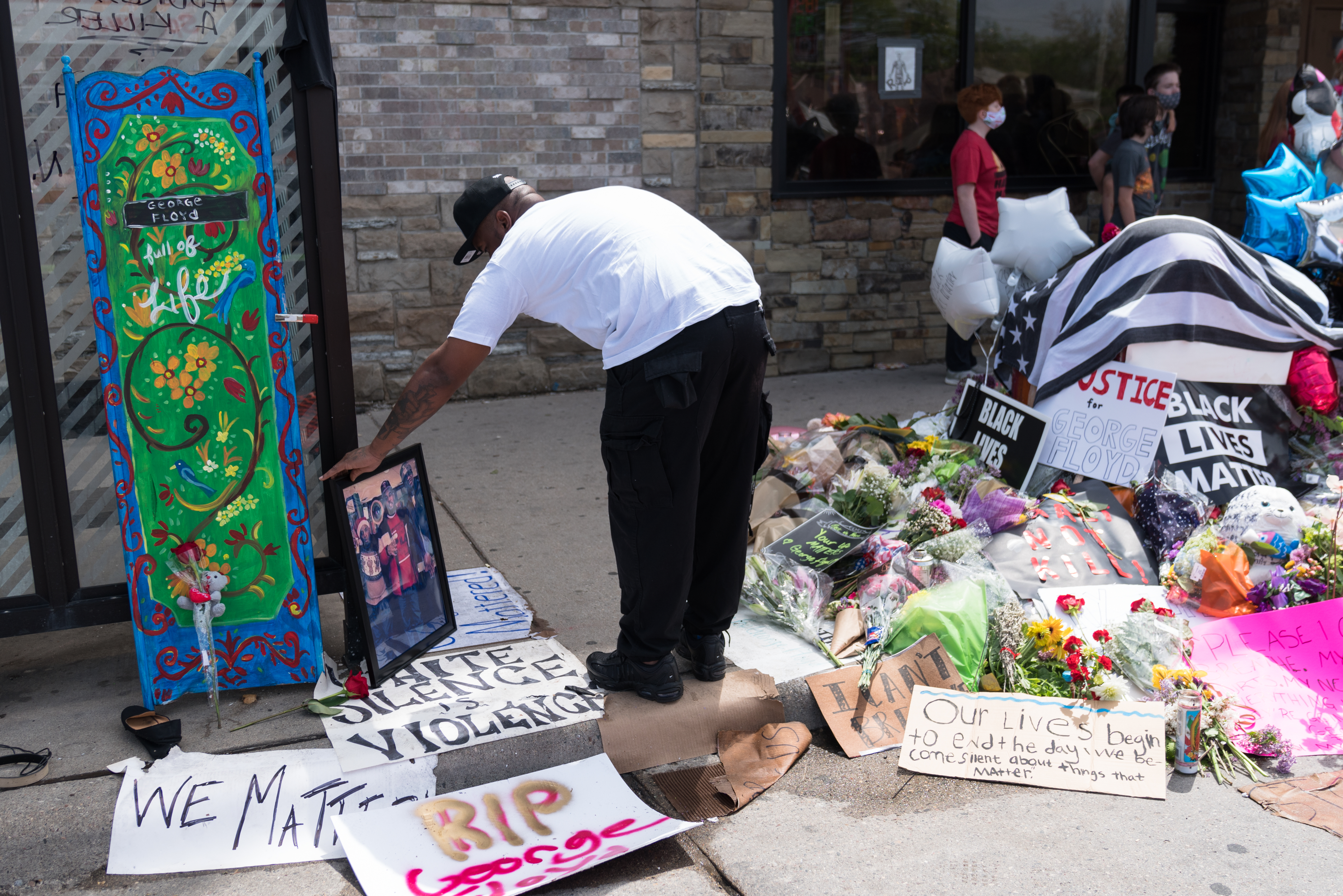
یک مرد در حال گذاشتن یک تصویر برای یادبود جورج فلوید. 2020

در آخرین روز زندگی خود در تاریخ ۲۵ مه سال ۲۰۲۰، فلوید به اتهام تلاش برای خرید سیگار با یک ۲۰ دلاری جعلی در یک فروشگاه مواد غذایی در محله Powderhorn Park در مینیاپولیس دستگیر شد. به گفته فروشنده، این اسکناس به شکل آشکار جعلی بوده و فلوید در مقابل اعتراض از بازگردانی سیگارهای خریداری شده امتناع کرده است و به این دلیل با پلیس تماس گرفته می‌شود. کارمند فروشگاه به پلیس می‌گوید که به نظر می‌آید فلوید «مست» است و «روی خودش کنترل ندارد». از زاویهٔ یکی از دوربین‌ها مشخص است که فلوید برای ورود به خودروی پلیس مقاومت می‌کند و درگیری ایجاد می‌شود. نهایتاً با فشار چند نیروی پلیس به زمین می‌افتد و پس از چند دقیقه کشته می‌شود. پزشکی قانونی آمریکا علت مرگ او را ایست قلبی-تنفسی ناشی از فشار روی گردن اعلام کرده است. در عین حال آزمایش مثبت کرونا و وجود مواد مخدر در بدن او تأیید شده است. این حادثه منجر به اخراج و دستگیر شدن سه نفر از نیروهای انتظامی حاضر در محل شد. درک شووین نیز دستگیر و بر اساس حکم قتل درجهٔ دو (شبه عمد)، تفهیم اتهام شد.

## اعتراضات و واکنش‌ها به کشته شدن جورج فلوید
اعتراضات به کشته شدن جورج فلوید از شهر مینیاپولیس در ۲۶ مه ۲۰۲۰ آغاز شد و به سایر نقاط ایالات متحده آمریکا و جهان تسری یافت.
پس از این مرگ، تلاش جمهوری‌خواهان و دموکرات‌ها و دیگر مقامات آمریکایی منجر به ایجاد قوانین جدید و اصلاحاتی در سیستم انتظامی آمریکا شد تا رویه قدیمی اصلاح شود و امکان تکرار این حوادث کم شود. دونالد ترامپ فرمان اصلاحات را نیز امضا کرد.
در اعتراضات، برخی معترضان خواستار پاسخگویی نیروهای پلیس بودند و در پاسخ برخی از نیروهای پلیس استعفا دادند و اعلام کردند که دست به اصلاحات بیشتری در قوانین خواهند زد.
دانشگاه‌های زیادی در آمریکا بورس‌های تحصیلی به نام او ایجاد کردند.
مراسم تشییع جنازه وی نیز با حضور چهره‌های مهم سیاسی، فرهنگی و اجتماعی برگزار شد.
در ایران نیز مرگ فلوید واکنش گسترده تا بالاترین سطوح سیاسی کشور، از جمله رهبری داشت. سیدعلی خامنه‌ای اعلام کرد که «مردم را می‌کشند و زبانشان دراز است». در مشهد و تهران برخی در محل‌های مشخص شده به یاد فلوید شمع روشن کردند. احمد نادری نماینده مجلس شورای اسلامی با اشاره به اعتراضات آمریکا از نمایندگان مجلس خواست تا در حمایت از «مردم مظلوم آمریکا»، شعار «مرگ بر آمریکا» سر دهند. همچنین برخی نمایندگان مجلس شورای اسلامی خواستار گذاشتن نام جورج فلوید بر روی خیابانی در تهران شدند.

## همکاری جورج فلوید و درک شووین
مجلهٔ آمریکایی نیوزویک در مصاحبه با مدیر یک باشگاه شبانه بزرگ در مینیاپولیس اعلام کرد که درک شووین (افسر پلیس متهم به قتل) و جورج فلوید در بخش حفظ امنیت این باشگاه شبانه همکار بوده‌اند. به گفته این شخص، درک شووین به مدت هفده سال و جورج فلوید در یک سال اخیر در این باشگاه شبانه کارکرده‌اند. البته به گفته مدیر این باشگاه شبانه احتمال این‌که دو نفر همدیگر را از قبل می‌شناختند زیاد نیست، چراکه جورج فلوید تنها در شب‌های شلوغ با باشگاه همکاری می‌کرده است و در این شب‌ها کارمندان بسیاری برای حفظ امنیت باشگاه انجام وظیفه می‌کرده‌اند.